# Línea 145 (Buenos Aires)
La línea 145 (anteriormente Línea 141) es una línea de colectivos del Área Metropolitana de Buenos Aires. Une la Plaza Italia, en el barrio de Palermo, con la localidad de Villa Albertina, Villa Celina y Pacífico con el Mercado Central de Buenos Aires por Puente La Noria.   

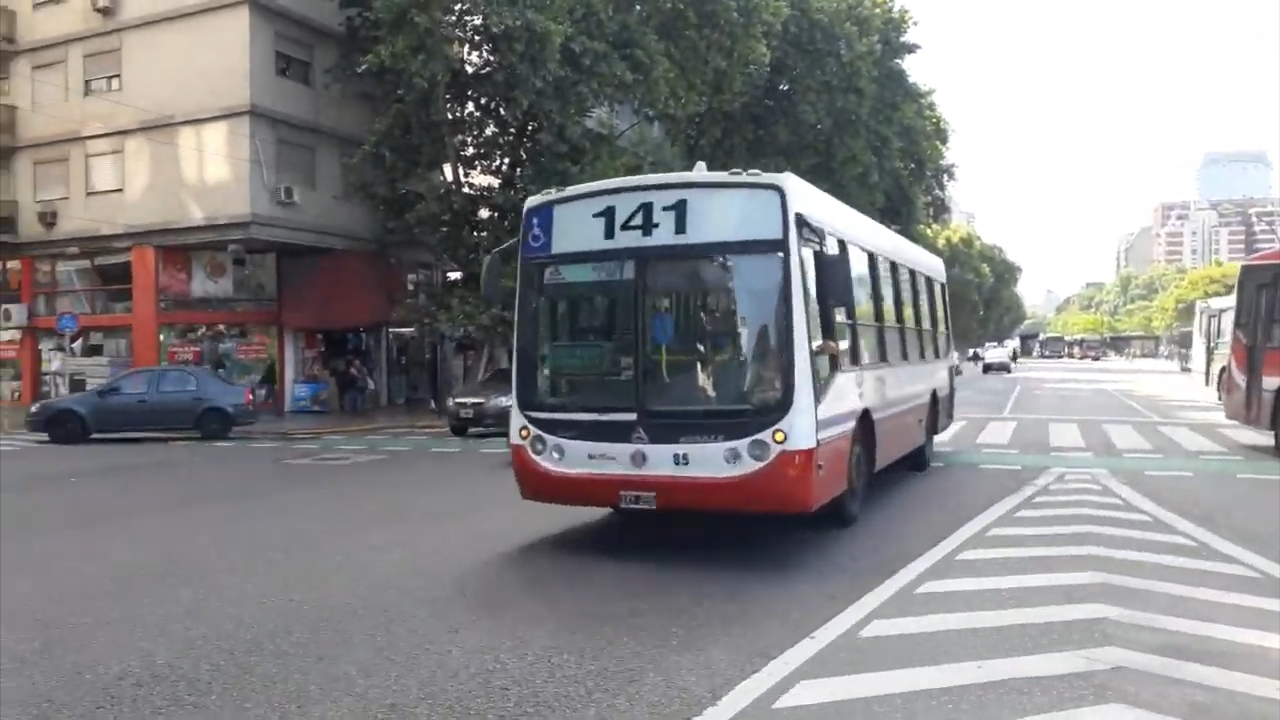
Línea 141 Interno 85 Metalpar Tronador Agrale MT12

Fue inaugurada el 15 de septiembre de 2020. Su flota anterior en tiempos del Grupo Plaza era de coches Todobus Agrale. La flota actual está carrozada por Italbus y Nuovobus.
La Línea 145 es operada por la empresa Rosario Guaraní S.A, la cual desde 2020, pertenece a Misión Buenos Aires.

## Historia
La línea 145  originalmente era propiedad de la empresa Mayo S. A. de Transporte Automotor hasta mediados de la década de 1990, cuando es adquirida por el Grupo Plaza junto con la vecina 'Línea 36', operada hasta ese entonces por la empresa de Transportes Mariano Moreno S.A., y otras tantas líneas durante el proceso concentrador de líneas por parte de poderosos grupos empresarios. Sin embargo, la operativa de Plaza fue duramente criticada y cuestionada por la deficiencia en los servicios prestados y por ser propiedad de Claudio Cirigliano, quien además por medio del consorcio Cometrans tenía bajo su poder a Trenes de Buenos Aires (TBA), operadora de las líneas ferroviarias Mitre y Sarmiento y la planta TATSA/EmFer, sospechado de numerosos actos de corrupción coronados por la Tragedia de Once de 2012. Tras perder las líneas ferroviarias en 2012, Cometrans comenzó a disolverse al perder la concesión de varias líneas de colectivos, hasta 2018, cuando el grupo se disolvió definitivamente. La primera línea en desaparecer definitivamente fue la línea 104, la cual unia Plaza Miserere en el barrio porteño de Balvanera con el barrio de Liniers (por Parque Avellaneda y Mataderos), la línea descontinuó su recorrido en marzo de 2017 como consecuencia de las fuertes denuncias y multas que eran aplicadas contra el Grupo Plaza, confirmando la desaparición definitiva de la línea en octubre de ese año, dejando a cientos de usuarios y pasajeros a la deriva y teniendo que buscar otra alternativa.
Desde ese entonces, a diferencia del resto de las líneas, las cuales fueron compradas para ser operadas por otros grupos de transporte, las 36 y 141 comenzaron a ser operadas por socios componentes originales de Mayo SATA y componentes originales del Grupo Plaza, fusionándose ambas líneas en 2019 quedando la 36 como el ramal C de la 141 y operando con unidades residuales de Plaza y otras adquiridas de segunda mano principalmente al Grupo DOTA, estas últimas luciendo el logotipo que Mayo SATA poseía antes de ser adquirida por el Grupo Plaza. Durante marzo y abril de 2020 la línea dejó de funcionar debido a una huelga por parte de los trabajadores de la línea, debido a que no se les pagaron sus respectivos salarios y en julio de 2020 se le quitó el permiso de concesión a la empresa Mayo S.A.T.A.

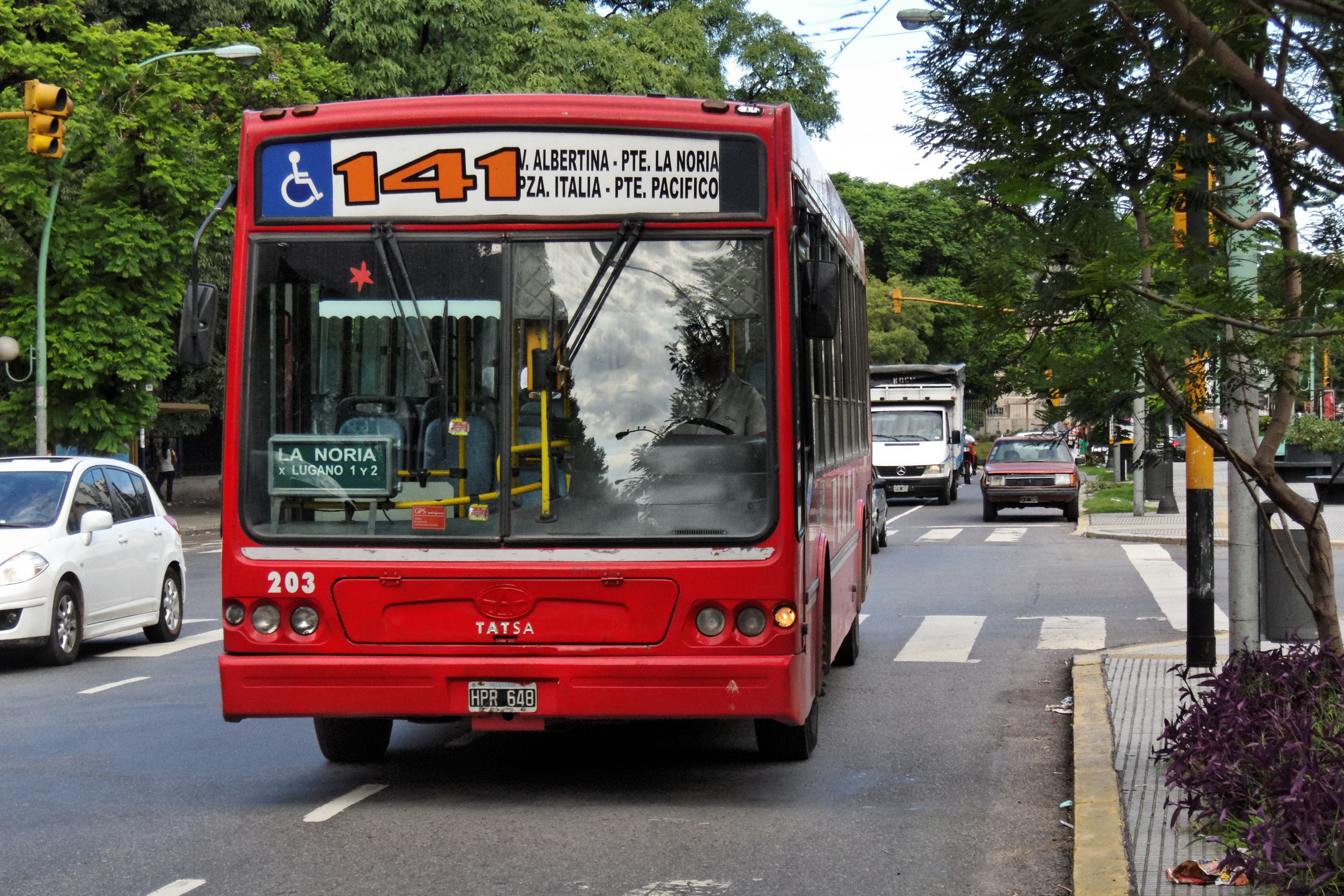
Un colectivo de la antigua línea 141.

La empresa Rosario Guaraní (subsidiaria del Grupo Casimiro Zbikoski, operadora de gran parte del Sistema Integrado de Transporte Misionero y de gran parte de las ex líneas de Plaza bajo la razón social Misión Buenos Aires) sería la adjudicada para del recorrido con un nuevo número, el 145, iniciando el servicio de la línea en septiembre de 2020. Sin embargo, una vez inaugurado, las unidades de la nueva línea no contaban con el sistema SUBE integrado a causa de la resistencia de la empresa Mayo S.A.T.A. a dejar de operar, por lo que el viaje se podía realizar gratuitamente y sin cumplir con las medidas del protocolo contra el COVID-19. Además, durante ese lapso de tiempo volvieron a circular las viejas unidades de la extinta línea 141 sin autorización alguna y evadiendo los controles de inspección de la CNRT, conviviendo ambas.
El 28 de octubre, hubo una protesta masiva de trabajadores en la terminal de Lomas de Zamora debido a un reclamo salarial, ya que llevaban varios meses sin cobrar desde el cambio de la línea. A fines de ese año, Mayo SATA dejaría de circular definitivamente al ser habilitada oficialmente la 145.

## Recorrido

### Ramal A (EX LÍNEA 141) (Por Piedrabuena)
- Ida a Villa Albertina

Desde Avenida Santa Fe Y Jorge Luis Borges (ex Serrano) Por Avenida Santa Fe, Avenida Raúl Scalabrini Ortiz, Juan Ramírez De Velasco, Malabia, Avenida Corrientes, Teniente General Eustaquio Frías, Avenida Ángel Gallardo, Leopoldo Marechal, Juan B. Ambrosetti, Felipe Vallese, Avenida Acoyte, Avenida Rivadavia, Terrada, Yerbal, Avenida Nazca, Avenida San Pedrito, Avenida Lafuente, Avenida Eva Perón, Avenida Piedrabuena, Río Negro, Lateral Autopista Teniente General Luis Dellepiane, Cañada De Gómez, José Batlle Ordóñez, Piedrabuena, Berón De Astrada, Cañada De Gómez, Avenida Coronel Roca, Avenida General Paz, Cruce Puente De La Noria, Camino Presidente Juan Domingo Perón, Recondo, Guaminí, Quesada, Tabaré, Homero Hasta Arlucea. 
- Regreso a Plaza Italia

Desde Homero, y Arlucea Por Homero, Tabaré, Virgilio, Quesada, Guaminí, Recondo, Camino Presidente Juan Domingo Perón, Cruce Puente de la Noria, Avenida General Paz, Avenida Coronel Roca, Cosquín, Berón de Astrada, Guaminí, Autopista Teniente General Luis Dellepiane Sur, Río Negro, Avenida Piedrabuena, Avenida Eva Perón, Rotonda Plaza de los Virreyes, Avenida Eva Perón, Avenida Lafuente, Avenida San Pedrito, Avenida Rivadavia, Del Barco Centenera, Guayaquil, Avenida José María Moreno, Avenida Acoyte, Coronel Apolinario Figueroa, Avenida Raúl Scalabrini Ortiz, Avenida Santa Fe, Calzada Circular De Plaza Italia, Avenida Santa Fe Hasta Plaza Italia.

### Ramal B (EX LÍNEA 141) (Por Lugano I y II)
- Ida a Villa Albertina

Desde Avenida Santa Fe Y Jorge Luis Borges (ex Serrano) Por Avenida Santa Fe, Avenida Raúl Scalabrini Ortiz, Juan Ramírez De Velasco, Malabia, Avenida Corrientes, Teniente General Eustaquio Frías, Avenida Ángel Gallardo, Leopoldo Marechal, Juan B. Ambrosetti, Felipe Vallese, Avenida Acoyte, Avenida Rivadavia, Terrada, Yerbal, Avenida Nazca, Avenida San Pedrito, Avenida Lafuente, Avenida Eva Perón, Murguiondo, Avenida Francisco Fernández de la Cruz, Larrazábal, Avenida Ana Díaz, Avenida Soldado De La Frontera, Avenida Coronel Roca, Avenida General Paz, Cruce Puente de La Noria, Camino Presidente Juan Domingo Peron, Recondo, Guaminí, Quesada, Tabaré, Homero Hasta Arlucea.
- Regreso a Plaza Italia

Vuelta a Plaza Italia: Desde Homero y Arlucea por Homero, Tabaré, Quesada, Guaminí, Recondo, Cruce Camino Presidente Juan Domingo Peron, Cruce Puente de la Noria, Avenida General Paz, Avenida Coronel Roca, Avenida Soldado de la Frontera, Avenida Ana Díaz, Larrazábal, Avenida Argentina, Oliden, Avenida Eva Perón, Rotonda Plaza de los Virreyes, Avenida Eva Perón, Avenida Lafuente, Avenida San Pedrito, Avenida Rivadavia, Del Barco Centenera, Guayaquil, Avenida José María Moreno, Avenida Acoyte, Coronel Apolinario Figueroa, Avenida Raúl Scalabrini Ortiz, Avenida Santa Fe, Calzada Circular De Plaza Italia, Avenida Santa Fe Hasta Plaza Italia.

### Ramal C (EX LÍNEA 141) (Mercado Central por UTN)
- Ida a Mercado Central por UTN

Ida a Mercado Central por UTN: Desde Avenida Sarmiento Entre Avenida Colombia y Plaza Italia Por Avenida Sarmiento, Plaza Italia, Avenida Santa Fe, Avenida Raúl Scalabrini Ortiz, Jufré, Julián Álvarez, Luis María Drago, Patricias Argentinas, Avenida Díaz Vélez, Leopoldo Marechal, Franklin, Juan B. Ambrosetti, Felipe Vallese, Avenida Acoyte, Avenida Rivadavia, Ingreso a Centro de Transbordo Flores a la altura de calle Caracas hasta Calle Condarco, Avenida Rivadavia, Terrada, Yerbal, Avenida Nazca, Avenida San Pedrito, Avenida Lafuente, Avenida Eva Peron, Avenida Lacarra, Crisostomo Álvarez, Fernández, Avenida Santiago de Compostela, Mozart, Saraza, Escalada, Avenida General Francisco Fernández de La Cruz, Metrobús, Cruce Avenida General Paz, Colectora Oeste Avenida General Paz, Franklin Delano Roosevelt, Coronel Domínguez, Soldado Juan Rava, Olavarría, Unanue, Avenida General San Martin, Martin Ugarte, Boulogne Sur Mer, Camino de La Virgen María, Cruce Autopista Teniente General Pablo Ricchieri, Ingreso a Mercado Central, Avenida de Circunvalación, Del Prado, de La Huerta, de La Pala, Avenida de Circunvalación hasta Doctor Ramón Carrillo.
- Vuelta a Plaza Italia por UTN

Regreso a Plaza Italia por UTN: Desde Mercado Central, Doctor Ramón Carrillo y Avenida de Circunvalación, Del Valle, Avenida de Circunvalación, Del Prado, de La Huerta, Avenida de Circunvalación, Egreso Del Mercado Central, Avenida Boulogne Sur Mer, Martin Ugarte, Avenida General San Martin, Unanue, Olavarría, Soldado Juan Rava, Coronel Domínguez, Giro Rotonda de Franklin Delano Roosevelt, General Pintos, Martin Ugarte, Cruce Avenida General Paz, Colectora Este Avenida General Paz, Avenida General Francisco Fernández de La Cruz, Metrobús Sur, Escalada, Saraza, Mozart, Avenida Santiago de Compostela, Fernández, Colectora Este Avenida Teniente General Luis J. Dellepiane, Avenida Lacarra, Avenida Eva Perón, Rotonda Plaza de Los Virreyes, Avenida Lafuente, Avenida San Pedrito, Avenida Rivadavia, Ingreso a Centro de Transbordo Flores en Avenida San Pedrito hasta Calle Culpina, Avenida Rivadavia, Rosario, Avenida José María Moreno, Avenida Acoyte, Avenida Díaz Vélez, Avenida Patricias Argentinas, Franklin, Ramos Mejía, Vera, Lavalleja, Aguirre, Avenida Raúl Scalabrini Ortiz, Avenida Santa Fe hasta Plaza Italia.

### Ramal C (EX LÍNEA 141) (Mercado Central por Angel Gallardo por UTN) - Viernes por la noche, Sábados, Domingos y Feriados (Solo IDA)
Ida a Mercado Central por Angel Gallardo por UTN: Mismo recorrido hasta Luis María Drago y Angel Gallardo, Avenida Ángel Gallardo, Leopoldo Marechal, Juan B. Ambrosetti, desde allí recorrido normal hasta Mercado Central.

### Ramal C2 (Mercado Central por Avenida Olivera)
- Ida a Mercado Central por Avenida Olivera

Ida a Mercado Central por Avenida Olivera: Desde Avenida Sarmiento Entre Avenida Colombia y Plaza Italia Por Avenida Sarmiento, Plaza Italia, Avenida Santa Fe, Avenida Raúl Scalabrini Ortiz, Jufré, Julián Álvarez, Luis María Drago, Patricias Argentinas, Avenida Díaz Vélez, Leopoldo Marechal, Franklin, Juan B. Ambrosetti, Felipe Vallese, Avenida Acoyte, Avenida Rivadavia, Ingreso a Centro de Transbordo Flores a la altura de calle Caracas hasta Calle Condarco, Avenida Rivadavia, Terrada, Yerbal, Avenida Nazca, Avenida Rivadavia, Santiago de las Carreras, Coronel Ramón L. Falcón, Avenida Olivera, Primera Junta, Escalada, Avenida General Francisco Fernández de La Cruz, Metrobús, Cruce Avenida General Paz, Colectora Oeste Avenida General Paz, Franklin Delano Roosevelt, Coronel Domínguez, Soldado Juan Rava, Olavarría, Unanue, Avenida General San Martin, Martin Ugarte, Boulogne Sur Mer, Camino de La Virgen María, Cruce Autopista Teniente General Pablo Ricchieri, Ingreso a Mercado Central, Avenida de Circunvalación, Del Prado, de La Huerta, de La Pala, Avenida de Circunvalación hasta Doctor Ramón Carrillo.
- Vuelta a Plaza Italia por Avenida Olivera

Regreso a Plaza Italia por Avenida Olivera: Desde Mercado Central, Doctor Ramón Carrillo y Avenida de Circunvalación, Del Valle, Avenida de Circunvalación, Del Prado, de La Huerta, Avenida de Circunvalación, Egreso Del Mercado Central, Avenida Boulogne Sur Mer, Martin Ugarte, Avenida General San Martin, Unanue, Olavarría, Soldado Juan Rava, Coronel Domínguez, Giro Rotonda de Franklin Delano Roosevelt, General Pintos, Martin Ugarte, Cruce Avenida General Paz, Colectora Este Avenida General Paz, Avenida General Francisco Fernández de La Cruz, Metrobús Sur, Escalada, Avenida Olivera, Coronel Ramón L. Falcón, Bolaños, Avenida Rivadavia, Ingreso a Centro de Transbordo Flores en Avenida San Pedrito hasta Calle Culpina, Avenida Rivadavia, Rosario, Avenida José María Moreno, Avenida Acoyte, Avenida Díaz Vélez, Avenida Patricias Argentinas, Franklin, Ramos Mejía, Vera, Lavalleja, Aguirre, Avenida Raúl Scalabrini Ortiz, Avenida Santa Fe hasta Plaza Italia.

### Ramales Fraccionados (Servicios Cortos)
- Puente La Noria - Villa Albertina
- Hasta Puente De La Noria (Ida)  Ramales A y B
- Hasta Autódromo Oscar y Juan Gálvez (Avenida Roca y Avenida Gral. Paz - Ida - Esporádicos)
- Hasta Plaza de los Virreyes (Vuelta)
- Hasta Flores - Av. Nazca y Av. Rivadavia (Ida y Vuelta)
- SEMI-RAPIDO Hasta Flores - Av. Nazca y Av. Rivadavia (Vuelta)
- SEMI-RAPIDO Hasta Primera Junta (Vuelta)
- Hasta Primera Junta (Vuelta)
- Hasta Avenida Scalabrini Ortiz y Avenida Corrientes (Vuelta - Días Hábiles) Ramales A y B
- Hasta Hospital Naval (Vuelta - Días Hábiles) Ramal C
- Hasta Avenida Santa Fe y República Árabe Siria (Vuelta - Días Hábiles)

## Lugares de interés
- Plaza Italia
- Ecoparque Interactivo - Ex Jardín Zoológico
- La Rural
- Puente la Noria
- Factory Parque Brown
- Hospital de Odontología
- Hospital Durand
- Hospital Naval
- Facultad de Ciencias Sociales UBA
- Facultad de Filosofía y Letras UBA
- Universidad de Flores
- Universidad Tecnológica Nacional FRBA Sede Campus
- Instituto Universitario de la Policía Federal Argentina
- Sede Comuna 6 - Gobierno de la Ciudad de Buenos Aires
- Sede Comuna 7 - Gob. de la Ciudad de Buenos Aires
- Sede Comuna 8
- Sede Comuna 14
- Caballito Shopping
- Paseo Alcorta
- Estadio Arquitecto Ricardo Etcheverri
- Estadio Nueva Chicago
- Sanatorio Trinidad
- Sanatorio Méndez
- Hospital Iriarte